# Microspingus melanoleucus
La monterita cabecinegra o monterita cabeza negra (Poospiza melanoleuca), también denominada dominiquí de capota negra, es una especie de ave paseriforme de la familia Thraupidae perteneciente al género Microspingus, antes situada en Poospiza. Es nativa del centro norte del Cono Sur sudamericano.

## Distribución y hábitat
Se distribuye desde el centro oriental de Bolivia (Cochabamba y Santa Cruz), por el oeste y sur de Paraguay, extremo suroeste de Brasil (Rio Grande do Sul), oeste de Uruguay, hasta el centro de Argentina (al sur hasta el extremo noreste de Buenos Aires).
Esta especie es considerada común en sus hábitat naturales: los matorrales y bosques bajos, desde el nivel del mar hasta los 2800 m de altitud en Bolivia.

## Sistemática

### Descripción original
La especie M. melanoleucus fue descrita por primera vez por los naturalistas franceses Alcide d'Orbigny y Frédéric de Lafresnaye en 1837 bajo el nombre científico Emberiza melanoleuca; su localidad tipo es: «Chiquitos, Bolivia».

### Etimología
El nombre genérico masculino «Microspingus» se compone de las palabras griegas «μικρος mikros» que significa pequeño y «σπιγγος, σπιζα spingos» que es el nombre común del ‘pinzón vulgar’; y el nombre de la especie «melanoleucus», se compone de las palabras del griego «melas»: negro, y «leukos»: blanco.

### Taxonomía
Es monotípica, ya fue considerada conespecífica con Microspingus cinereus.
La presente especie, junto a otras seis, fueron tradicionalmente incluidas en el género Poospiza, hasta que en los años 2010, publicaciones de filogenias completas de grandes conjuntos de especies de la familia Thraupidae basadas en muestreos genéticos, permitieron comprobar que formaban un clado fuertemente soportado por los resultados encontrados, lejano al resto de las especies del género que integraban; para individualizarlo genéricamente, Burns et al. (2016) propusieron la resurrección del género Microspingus. El reconocimiento del género resucitado y la inclusión de especies fue aprobado en la Propuesta N° 730.14 al Comité de Clasificación de Sudamérica (SACC).